# Gubernia penzeńska
Gubernia penzeńska (ros. Пензенская губерния) – jednostka administracyjna Imperium Rosyjskiego i RFSRR we wschodniej Rosji Europejskiej, utworzona ukazem Katarzyny II w 1780 jako namiestnictwo penzeńskie, od 12 grudnia?/23 grudnia 1796 ukazem Pawła I przekształcone w gubernię. Stolicą guberni była Penza. Zlikwidowana w 1928.
Gubernia była położona pomiędzy 52°38' a 54°5' szerokości geograficznej północnej i 40°27½' — 44°31' długości geograficznej wschodniej. Graniczyła od północy z gubernią niżnonowogrodzką, na wschodzie z gubernią symbirską, na południu z gubernią saratowską, na zachodzie z gubernią tambowską.
Powierzchnia guberni wynosiła w 1897 - 38 853,6 km². Gubernia w początkach XX wieku była podzielona na 10 ujezdów.

## Demografia
Ludność, według spisu powszechnego 1897 - 1 470 474 osób – Rosjan (83,0%), Mordwinów (12,8%) i Tatarów (4,0%).

### Ludność w ujezdach według deklarowanego języka ojczystego 1897[1]
| Ujezd           | Rosjanie | Mordwini | Tatarzy |
| --------------- | -------- | -------- | ------- |
| Gubernia ogółem | 83,0%    | 12,8%    | 4,0%    |
| Gorodiszczeński | 71,8%    | 26,4%    | 1,6%    |
| Insarski        | 69,3%    | 23,3%    | 7,3%    |
| Kiereński       | 95,2%    | …        | 4,6%    |
| Krasnosłobodzki | 66,9%    | 24,7%    | 8,2%    |
| Mokszański      | 98,1%    | …        | 1,6%    |
| Narowczatowski  | 86,3%    | 13,6%    | …       |
| Niżniełomowski  | 96,9%    | 2,3%     | …       |
| Penzeński       | 98,3%    | …        | …       |
| Sarański        | 74,1%    | 17,9%    | 7,9%    |
| Czembarski      | 86,1%    | 7,8%     | 5,8%    |

Zlikwidowana 14 maja 1928 postanowieniem WCIK i  Rady Komisarzy Ludowych RFSRR. Od 1939 na terytorium historycznej guberni istnieje obwód penzeński RFSRR, a obecnie Federacji Rosyjskiej. Część terytorium byłej guberni z  Sarańskiem i Krasnosłobodzkiem wchodzi w skład autonomicznej Republiki Mordowii w składzie Federacji.